# Halil Kanačević
Halil Kanačević (nacido el 23 de octubre de 1991 en Staten Island, Nueva York, Estados Unidos) es un exjugador de baloncesto estadounidense que también tiene la nacionalidad montenegrina. Con 2.03 metros de estatura, jugaba en la posición de pívot.

## Trayectoria deportiva

### Primeros años y universidad
De padres montenegrinos, Kanacevic nació en Staten Island (Nueva York, 1991). En Estados Unidos se formó académicamente, primero en el Instituto Curtis y posteriormente en la Universidad de Saint Joseph, procedente de Universidad de Hofstra. En Pennsylvania estuvo tres años llegando a ser en 2014, su último año, MVP de la Atlantic 10 Championship gracias a sus 15.3 puntos. En total ese campaña promedio 10.8 puntos, 8.8 rebotes, 4.4 asistencias y 1.5 tapones que le convirtieron en el máximo reboteador, asistente y taponador de su equipo. Su gran progresión con los Hawks de Saint Joseph le permitió dar el salto a Europa tras no ser drafteado para la NBA, pese a haber disputado el año pasado la Summer League de la NBA con los Denver Nuggets y en verano de 2015 con los Washington Wizards.

### Profesional
Tras firmar con el Pallacanestro Virtus Roma en abril de 2014, unos meses más tarde fichó por una temporada con el Union Olimpija Ljubljana. En la capital eslovena promedió 5.8 rebotes y 4.9 asistencias en algo menos de 20 minutos de media durante sus 24 partidos de la Liga Adriática. Por su parte, en la Eurocup sus promedios se implementaron hasta los 10.9 puntos, 5.3 rebotes y 12.3 de valoración. En la competición continental logró además varias actuaciones destacadas, como los 20 puntos, 13 rebotes y 26 de valoración frente al Khimki, a la postre campeón, o los 27 puntos y 13 rebotes para 36 de valoración ante el JDA Dijon ya en el Last 32, donde fue el mejor de su equipo con 19.3 de valoración gracias a 17 puntos, 6.8 rebotes y 1.5 tapones.
En 2015 firma por el CAI Zaragoza de la Liga Endesa, firma por una temporada.